# 사상 (불교)
불교 용어로서의 사상에는 다음과 같은 것들이 있다.  
1. 사상(事相)은 현상계의 차별상 또는 현상계의 차별적 존재들을 말한다. 속제(俗諦) · 진소유성(盡所有性: 다함이 있는 성질) · 진소유(盡所有: 다함이 있는 것)라고도 한다.[1][2]
2. 4상(四相, 산스크리트어: catvāri lakṣaṇāni, 티베트어: mtshan nyi bzhi, 영어: four marks of existence)은 생멸(生滅)하는 존재, 보다 정확히는 생멸변천(生滅變遷)하는 존재로서의 모든 유위법이 공통적으로 가지는 4가지 성질인 생(生) · 주(住) · 이(異) · 멸(滅) 또는 생(生) · 주(住) · 노(老) · 무상(無常)을 말한다.[3] 《구사론》에 따르면 이 4가지 성질은 유위법으로 하여금 유위법이게 하는 유위법의 본질적 성질로서 어떤 법이 이 4가지 성질을 갖추고 있으면 그것은 유위법이다. 그리고 이 4가지 성질이 없으면 그 법은 무위법이다.[4][5] 유위상(有爲相) · 4유위(四有為) · 4유위상(四有爲相) · 유위4상(有爲四相) 또는 4본상(四本相)이라고도 한다.[6][7]
4유위상 또는 유위4상은 설일체유부의 5위 75법의 법체계와 유식유가행파의 5위 100법의 법체계에서 심불상응행법(心不相應行法)에 속한다.[6]
4유위상 또는 유위4상은 찰나유위상(剎那有爲相)과 분위유위상(分位有爲相)으로 나뉜다. 찰나유위상은 모든 유위법에서 매 찰나마다 일어나는 생멸변천으로서의 생(生: 생겨남) · 주(住: 유지됨) · 이(異: 달라짐) · 멸(滅: 소멸됨)을 말하며, 세유위상(細有爲相) 또는 승의제유위상(勝義諦有爲相)이라고도 한다. 분위유위상은 유정이 태어나서 죽을 때까지의 한 기간[一期] 즉 한 생애 동안 겪는 생멸변천으로서의 생(生: 태어남, 유년기) · 주(住: 성장과 장성, 소년기부터 장년기) · 노(老: 노쇠함, 노년기) · 무상(無常: 죽음)을 말하며, 조유위상(粗有爲相) 또는 세속제유위상(世俗諦有爲相)이라고도 하며 이것은 1기상속(一期相續) 즉 유정의 한 생애 동안의 5온의 상속에 의거하여 유위상을 세운 것이다. 한편, 《북본열반경》 제12권에서는 생(生: 탄생) · 노(老: 늙음) · 병(病: 병듦) · 사(死: 죽음)를 1기4상(一期四相)이라 말하고 있다. 1기4상은 과보4상(果報四相) 또는 조4상(粗四相)이라고도 한다.[6][7]
3. 4상(四相)은 5온 즉 심신(心身: 마음과 몸, 정신과 육체)에 대해 실아(實我, 아트만), 즉 '실재하는 나[我]'라고 그릇되이 집착하는 4가지 유형의 잘못된 견해인 아상(我相) · 인상(人相) · 중생상(衆生相) · 수자상(壽者相)을 말한다. 아인4상(我人四相) · 식경4상(識境四相) 또는 4견(四見)이라고도 한다.[3][6][7]
아인4상의 이치에 대한 깨달음의 정도에 깊고 옅음의 차이가 있는데 옅은 상태에서 깊은 상태의 순서로 아상(我相) · 인상(人相) · 중생상(衆生相) · 수자상(壽者相)이라고 하고 이 4가지를 통칭하여 4상(四相)이라고 하며 지경4상(智境四相)이라고도 한다.[7][8]

## 같이 보기
- 나 (불교)

## 참고 문헌
- 고려대장경연구소. 《고려대장경 전자 불교용어사전》. 고려대장경 지식베이스 / (사)장경도량 고려대장경연구소. |title=에 외부 링크가 있음 (도움말)
- 곽철환 (2003). 《시공 불교사전》. 시공사 / 네이버 지식백과. |title=에 외부 링크가 있음 (도움말)
- 세친 지음, 현장 한역, 권오민 번역 (K.955, T.1558). 《아비달마구사론》. 한글대장경 검색시스템 - 전자불전연구소 / 동국역경원. K.955(27-453), T.1558(29-1). |title=에 외부 링크가 있음 (도움말)
- 세친 지음, 현장 한역, 김묘주 번역 (K.594, T.1597). 《섭대승론석》. 한글대장경 검색시스템 - 전자불전연구소 / 동국역경원. K.594(17-76), T.1597(31-321). |title=에 외부 링크가 있음 (도움말)
- 운허.  동국역경원 편집, 편집. 《불교 사전》. |title=에 외부 링크가 있음 (도움말)
- (중국어) 星雲. 《佛光大辭典(불광대사전)》 3판. |title=에 외부 링크가 있음 (도움말)
- (중국어) 세친 조, 현장 한역 (T.1558). 《아비달마구사론(阿毘達磨俱舍論)》. 대정신수대장경. T29, No. 1558, CBETA. |title=에 외부 링크가 있음 (도움말)
- (중국어) 세친 조, 현장 한역 (T.1597). 《섭대승론석(攝大乘論釋)》. 대정신수대장경. T31, No. 1597, CBETA. |title=에 외부 링크가 있음 (도움말)